# 田正春
田正春（17世紀—17世紀），字體端，號玉和，浙江處州府縉雲縣人，明朝政治人物。

## 生平
田正春是永樂二年進士田堉的後裔，天啟七年（1627年）丁卯科浙江鄉試第六十一名舉人，崇禎七年（1634年）甲戌科進士，授德安推官，當時流寇肆虐，他到任後設立鄉社、招募官兵、準備器械，賊人來到得知府城有備，不克而遁，改攻蒲鄉；該處離府稍遠因此被寇，他奔赴戰場被城中人稱為「田老子」。不久他因為忤逆權柄被降為開封知事，改任太康知縣，入朝擔任刑部郎中，晉山東按察司僉事、兵備兗東，在任內去世，有《金丹稿》、《遊梁集戰牘》流傳。

## 引用
1. 1 2  光緒《縉雲縣志·卷八·人物》：田正春，字體端，機警多志略喜談兵，第進士授德安司理，時流寇方獗，單車就道，至則設鄉社、募官兵、利器械，賊至以有備不克而遁，遂攻蒲鄉；去郡稍遠猝被寇，人無生望，正春趨戰卻之，城中呼為田老子。以忤柄紳降開封府知事，歷太康令轉刑曹，晉兗東道卒於官，著有《金丹稿》、《遊梁集戰牘》。
2. ↑  《永新丞田蘆溪顯墓誌銘》：公諱顯，字時用，蘆溪其別號也。其先出金陵，五代時有任括蒼戶曹者始家縉之常豐鄉，四傳諱希魯公卜遷臚川，宋時簪纓蟬聯，亦世載德，至今有俎豆黌官者。國朝諱堉公，登永樂甲申進士……曾孫男八：振先、玄齡、延齡、進齡、國泰、正春、楊先、國相。
3. ↑  《崇祯七年甲戌科进士履历便览》：田正春，曾祖顕，太学生、永新县丞；祖汶稼，庠生；父学周，序班。玉和，易四房，丁未年十月初六日生，处州府缙云县人，丁卯乡试，会二百十一名，三甲十六名，刑部观政，六月授湖广德安府推官，丙子本省同考，举廉潔，丁丑拾遗调用，両院会题留任，又会题监纪，戊寅赴部，调补河南按察司知事，己卯升太康知县，庚辰升邢部湖广司主事，十一月升山東司员外，辛巳升山東佥事。
4. ↑  光緒《縉雲縣志·卷七·選舉》：崇禎七年甲戌劉理順（進士）榜 田正春 有傳……天啟七年丁卯科（舉人） 田正春 有傳
5. ↑  四庫全書《浙江通志·卷一百三十三·選舉十一》：崇禎七年甲戌科劉理順榜……田正春 縉雲人，刑部郎中